# Gil Eanes
Gil Eanes ou Gil Eannes (né vers 1395 ? à Lagos (Portugal) - mort ?) est un navigateur et explorateur portugais du XVe siècle. Sa vie est très mal connue et très discutée. La plupart des informations proviennent de la Chronique de Guinée de Gomes Eanes de Zurara.

## Biographie
Gil Eanes de Vilalobos est né à Lagos. Il réalisa un nombre indéterminé de voyages le long de la côte africaine. Simple écuyer au service du prince portugais Henri le Navigateur installé dans sa base de Lagos (Portugal), il se voit confier par lui un premier voyage en 1433 qui ne dépasse pas les îles Canaries. Il en ramène quelques captifs.
Dès 1434, l'Infant lance une nouvelle expédition avec la mission de dépasser le fameux cap Bojador : avant cette expédition, de nombreuses légendes évoquant une mer des Ténèbres et la présence de monstres marins rendent le franchissement de ce cap impossible. Gil Eanes sera le premier Européen à parvenir jusqu'au cap Bojador (aujourd'hui cap Boujdour, au Sahara occidental), en 1434. Il en rapporte des plantes en témoignage comme "le romarin". Cet événement provoque un véritable désenclavement du monde connu. La découverte d'une possible route maritime au-delà du cap Bojador marqua le début des explorations portugaises de l'Afrique. Eanes sera élevé au rang de chevalier.
Gil Eanes réalisa un autre trajet, avec Afonso Gonçalves Baldaya, en 1435. Ils naviguèrent à environ 200 kilomètres au sud du cap Bojador, le long des côtes africaines. Ils découvrent juste des traces de présence humaine.

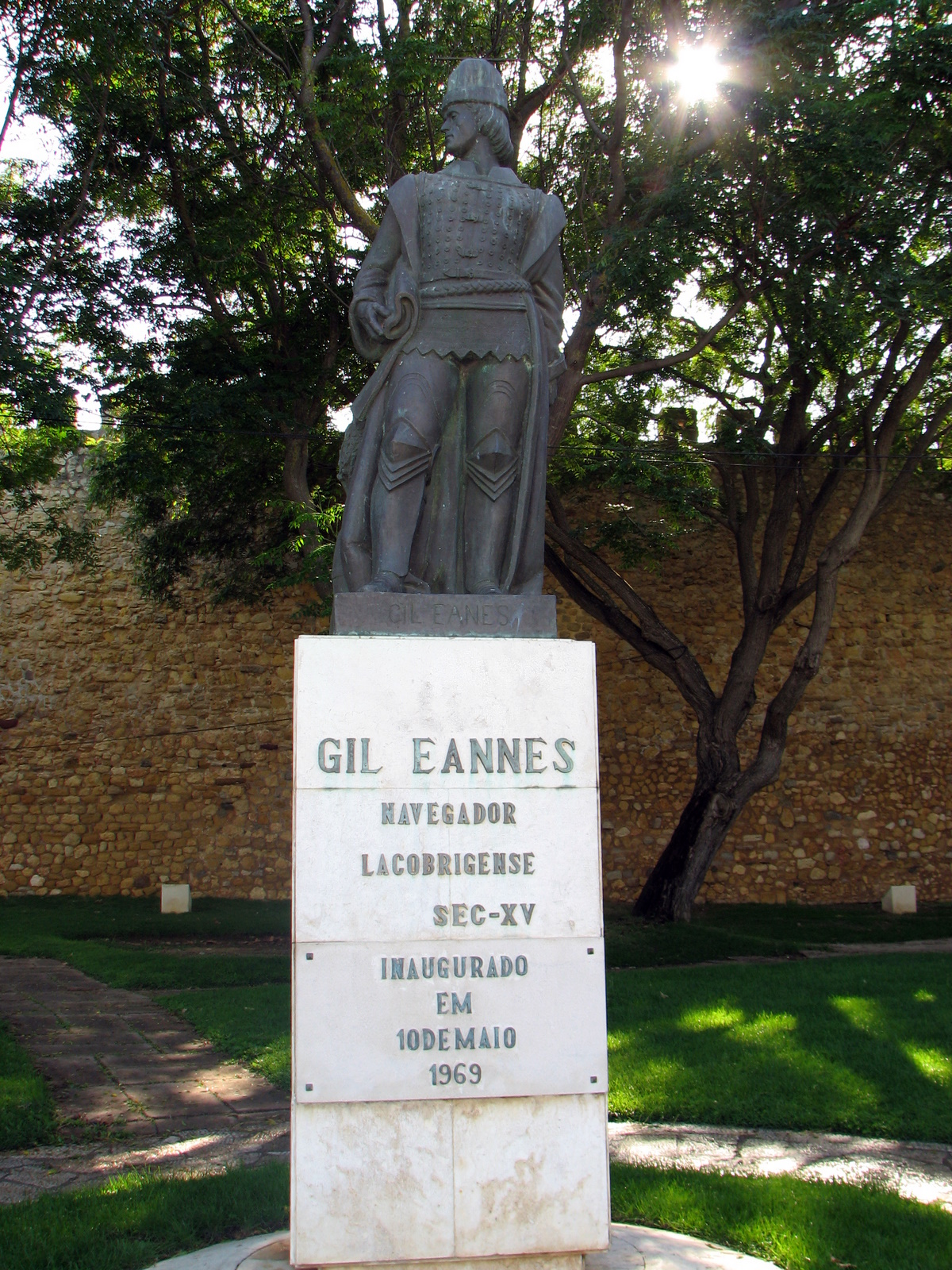
Statue de Gil Eanes à Lagos (Portugal).

En 1444, Gil Eanes participe à une nouvelle expédition avec l'autorisation de l'Infant : cette fois le but est clairement commercial ; il s'agit de rapporter des esclaves. Une véritable chasse aux esclaves est lancée dans les basses d'Arguin. Elle donnera lieu à la première grande vente d'esclaves sur le marché de Lagos. Ensuite, on perd sa trace.